# Филип I Кемерер фон Вормс
Филип I Кемерер фон Вормс (на немски: Philipp Kämmerer von Worms; * 28 август 1428; † 3 май 1492) е немски благородник от фамилията „кемерер на Вормс“, фрайхер на Далберг при Бад Кройцнах, господар на дворец Хернсхайм при Вормс, основател на линията Хернсхайм.
Той е вторият син на Йохан XVII Кемерер фон Вормс († 2 юли 1431, в битка при Булгневил), 1428 г. кмет на Опенхайм, и съпругата му Анна фон Хелмщат († 10 април 1466), дъщеря на Йохан (Ханс) фон Хелмщат, господар на Бишофсхайм и Грумбах († 1422) и Гуитгин Кнебел фон Катценелнбоген (* ок. 1369). Внук е на Йохан X Кемерер фон Вормс († 1415) и Анна фон Бикенбах († 1415). Майка му е сестра на Райнхард фон Хелмщат († 1456), епископ на Шпайер (1438 – 1456). (1438 – 1456). По-големият му брат Волфганг III Кемерер фон Вормс (1426 – 1476) е от 1459 г. дворцов маршал на курфюрст Фридрих I фон Пфалц.
Баща му Йохан XVII Кемерер фон Вормс е убит на 2 юли 1431 г. в битката при Булгневил в Лотарингия и братовчед му Дитер IV Кемерер фон Вормс († 1453/1458) поема опекунството над непълнолетните му деца.
През 1460 г. Филип строи дворец Хернсхайм. През 1470 – 1490 г. при разширяването на църквата се създава „капелата Урсула“ като гробно место на фамилията фон Далберг.
Филип I Кемерер фон Вормс умира на 63 години на 3 май 1492 г. и е погребан в Хернсхайм (при Вормс).

## Фамилия
Филип I Кемерер фон Вормс се жени за Барбара фон Флерсхайм († 13 декември 1483), дъщеря на Фридрих фон Флерсхайм († 1473) и Маргарета фон Рандек († 1489). Те имат един син:
- Волфганг Кемерер фон Вормс (* 1469/1470; † 24 февруари 1549, фрайхер на Далберг, женен пр. 18 декември 1521 г. за Елизабет Фецер фон Гайшпицхайм († 24 август 1534)